# Тойбер, Клаус (футболист)
Кла́ус То́йбер (нем. Klaus Täuber; 17 января 1958, Эрланген, Бавария — 1 июля 2023) — немецкий футболист, играл на позиции нападающего. Он получил прозвище Боксёр, не только потому, что родился в один день с Мухаммедом Али, но и потому, что за свою профессиональную карьеру он получил только одну красную карточку.

## Карьера
Профессиональная карьера Клауса Тойбера началась в клубе второй Бундеслиги «Нюрнберг». В дебютном сезоне 1976/77 он сыграл всего три игры, а со следующего сезона он стал игроком основного состава. Свой первый гол Тойбер забил 23 сентября 1977 года в матче против VfR 1910 Bürstadt. В этом сезоне «Нюрнберг» занял второе место и завоевал право играть в первой Бундеслиге. Однако в сезоне 1978/79 «Нюрнберг» занял лишь 17-е место и вылетел во вторую Бундеслигу. Через год команда опять вернулась в первый дивизион. Тойбер сыграл за «Нюрнберг» 79 матчей, в которых забил 24 гола.
В 1980 году Тойбер перешёл в «Штутгартер Кикерс», за который провёл три сезона, сыграл 99 матчей и забил 49 голов. В 1983 году Тойбер перешёл в «Шальке 04» и помог команде занять второе место и выйти в первую Бундеслигу. За «Шальке 04» он провёл ещё три сезона, сыграл 125 матчей и забил 58 голов.
В 1987 году Тойбер подписал контракт с клубом «Байер 04», в составе которого стал обладателем Кубка УЕФА 1987/88. За «Байер 04» Тойбер провёл два сезона, сыграл 31 матч и забил 8 голов, после чего завершил свою карьеру.

## Тренерская карьера
После окончания игровой карьеры Тойбер работал тренером клубов «Раде» и «Ян Регенсбург». С 1995 по 2002 год он тренировал юниорскую команду «Шальке 04» (U-23), в сезоне 2005/06 — эссенский «Шварц-Вайс», с 2007 по 2010 год — «Хюльс».